# Марко Марин
Марко Марин (Босанска Градишка, 13. марта 1989) бивши је немачки фудбалер. Због добрих организационих способности у игри, Марин је најчешће наступао у предњем делу везног реда, или на левој бочној страни напада.
Марин се, као двогодишњак, из свог родног места преселио у Немачку, где је фудбалски стасавао, а затим и започео своју професионалну каријеру у дресу Борусије Менхенгладбаха. Услед запажених партија за клуб, а након млађих селекција Немачке, Марин је добио позив Јоахима Лева у сениорски састав репрезентације те државе, коју је представљао од 2008. до 2010. године.
У међувремену је потписао за Вердер из Бремена, те је у дресу тог клуба одиграо више од 100 такмичарских утакмица у свим такмичењима, укључујући континенталне наступе у Лиги шампиона и Лиги Европе. Одатле је прешао у Челси, где није задовољио критеријуме стручног штаба, па је након прве године уговора наредних неколико година провео на позајмицама у другим клубовима. Марин је тако два пута узастопно освајао Лигу Европе, у сезонама 2012/13. и 2013/14.
Од 2016. до 2018. године наступао је за Олимпијакос из Пиреја, док је након пласмана Црвене звезде у Лигу шампиона, прихватио понуду руководства тог клуба и потписао уговор са тадашњим званичним шампионом Србије у фудбалу. Пред почетак такмичарске 2019/20, Марин је именован за капитена клуба. Из Црвене звезде је отишао у Саудијску Арабију где је наступао за Ал Ахли и Ал Раед. Једну сезону провео је у Ференцварошу после чега је 2022. године окончао професионалну играчку каријеру током које је наступао за клубове из десет различитих држава. Исте године се вратио у Црвену звезду на место шефа скаутинг службе. Тренутно је ангажован као технички директор тог клуба.

## Биографија и каријера

### Одрастање и фудбалски почеци
Марко Марин је рођен у Босанској Градишци од оца Ранка и мајке Борке. Његов отац, који се такође бавио фудбалом, играо је на позицији десног бека за екипу Слоге из Горњих Подградаца. Пред почетак рата у Босни и Херцеговини, његова мајка Борка се пријавила на конкурс за медицинске сестре који је расписао немачки конзулат у Сарајеву. Пошто је испунила услове и добила посао, са мужем Ранком и двогодишњим сином Марком преселила се у место Хехст поред Франкфурта. Тамо је Марко Марин одрастао и почео да се бави фудбалом у школи локалног клуба. Потом је прешао у академију Ајнтрахта из оближњег Франкфурта на Мајни, где у то време полазници најмлађих узраста нису били у обавези да тренирају у опреми са званичним клупским обележјима, па је Марко носио дрес београдске Црвене звезде. Током свог одрастања у Немачкој, Марин је често посећивао свој родни крај, где је проводио празнике.

### Борусија Менхенгладбах
После годину дана проведених у млађим узрастима Борусије из Менхенгладбаха, где је стигао из академије франкфуртског Ајнтрахта, Марину је 2006. године понуђен трогодишњи професионални уговор. Убрзо након договора, Марин је прослеђен развојниом тиму, који се надметао у једној од лига трећег степена фудбалског такмичења у Немачкој. Услед запажених игара за омладински и резервни састав током сезоне 2006/07, Марин је прикључен првој екипи, а свој дебитантски наступ на професионалном нивоу уписао је у ремију са својим бившим клубом, последњег дана марта 2007. Он је у 63. минуту тог сусрета на терену заменио Марвина Компера, док је у претпоследњем минуту регуларног тока утакмице асистирао Федерику Инсуи за коначних 1 : 1 на том сусрету. До краја сезоне играо је и на преостала три кола, те је тако забележио наступе и против Бајерна, Мајнца и Бохума.
По испадању клуба у другу Бундеслигу, Марин је већ током наредне сезоне постао један од носилаца игре екипе Борусије, доприневши освајању првог места на табели и поновној промоцији у највиши степен такмичења с четири гола и двоцифреним бројем асистенција. Наступао је и у Купу Немачке, постигавши једини погодак на утакмици првог кола, за победу на гостовању Оснабрику. У првој Бундеслиги Немачке је поновио идентичан учинак из претходне сезоне, док је свој први хет-трик у каријери постигао у оквиру куп такмичења, када је његов тим остварио победу резултатом 8 : 1 над Фихтеом из Билефелда.

### Вердер Бремен
У јуну 2009. године, Марин је променио клуб и постао члан Вердера, за обештећење које је процењено на 8,5 милиона евра. Био је део напада Вердера који су чинили и Арон Хунт, односно и Месут Озил. Током своје прве сезоне у клубу одиграо је укупно 50 такмичарских утакмица и остварио учинак од 7 погодака и 18 асистенција, од чега је у Бундеслиги погађао 4 пута и у 14 наврата упутио додавање за гол. Након одласка Месута Озила у Реал из Мадрида, лета 2010, примећен је пад утицаја у игри Марка Марина, док је један од кључних играча био на сусрету са екипом Фрајбурга у 3. колу бундеслигашког такмичења. Тада је, асистенцијама за Клаудија Пизара, Марка Арнаутовића и Веслија, допринео победи свог тим резултатом 5 : 3.
Једини погодак у Бундеслиги постигао је 18. фебруара 2012, када је утакмицу против Хамбургера отворио голом у 9. минуту игре на Фолкспаркстадиону, када је сусрет окончан победом гостујућег састава резултатом 3 : 1. На својој последњој утакмици, коју је одиграо за клуб, Марин је уписао асистенцију Маркусу Росенбергу, за једини погодак Вердера у поразу од Штутгарта, резултатом 4 : 1, 13. априла 2012. За екипу Вердера, одиграо је 87 бундеслигашких утакмица, док је рачунајући и остала такмичења наступио укупно 116 пута.

### Челси
Крајем априла 2012, Марко Марин је потписао петогодишњи уговор са Челсијем. Износ обештећења том приликом није објављен. Задужио је дрес са бројем 21, који је претходно носио Саломон Калу, фудбалер који је истог лета потписао уговор са екипом Лила.
У јулу 2012. године, Марин је дебитовао за свој нови клуб у предсезони, на пријатељској утакмици са Сијетл саундерсима, постигавши трећи погодак за Челси у победи од 4 : 2. Нешто касније је пропустио сусрет суперкупа Енглеске, због повреде тетиве. Прва такмичарска утакмица на којој је наступио била је у трећем колу Лига купа, ушавши у игру као резервиста у победи од 6 : 0 против Вулверхемптон вондерерса. Свој дебитантски наступ у Премијер лиги уписао је 28. новембра 2012, ушавши у игру уместо Едана Азара у 82. минуту Дербија Западног Лондона, против Фулама на домаћем терену, који је завршен без погодака. Дана 2. јануара 2013. године, Марин је забележио свој први старт у Премијер лиги, у поразу од локалног ривала, Квинс Парк рејнџерса. Свој први погодак за клуб постигао је 9. фебруара исте године, непосредно по свом уласку у игру и првог додира са лоптом, пред крај утакмице са Виган атлетиком. Због учесталих повреда на почетку сезоне и недовољно добре форме током исте, Марин није успео да се наметне стручном штабу, а до краја сезоне у Премијер лиги је одиграо шест мечева, од тога само два у стартној постави. Поред тога, Марин је за клуб наступао и у свим осталим такмичењима, те је учествовао у освајању шампионског пехара Лиге Европе за сезону 2012/13.

#### Позајмица Севиљи
У јуну 2013, Челси је потврдио да је договорено једногодишње уступање Марка Марина фудбалском клубу Севиљи. Свој први погодак постигао је на ревијалној утакмици против Манчестер јунајтеда у августу исте године. Нешто касније, истог месеца, Марин је постигао два поготка на првој утакмици последњег кола квалификација за Лигу Европе, 2013/14, у победи над Шлонском из Вроцлава. Стигавши до финала тог такмичења са екипом Севиље, Марин је на последњој утакмици, против Бенфике, у игру ушао са клупе. Након бољег извођења једанаестераца, екипа Севиље је освојила трофеј, те је Марин други пут заредом освојио златну медаљу тог такмичења.

#### Позајмица Фјорентини
Лета 2014, Фиорентина је потрврдила да је договорила једногодишњу позајмицу Марка Марина са опцијом откупа уговора. За ту екипу, Марин је дебитовао на сусрету групе К, Лиге Европе, против Паока. Свој први погодак за италијански клуб, Марин је постигао против екипе Генгана у истом такмичењу, искористивши додавање Алберта Аквиланија за први од два гола своје екипе у победи од 2 : 1. Погодио је и у последњем колу, у поразу од 2 : 1 на домаћем терену од Динама из Минска. Док је у Лиги Европе наступао и имао конкретан учинак, Марин је у Серији А најчешће био на клупи за резервне фудбалере и није забележио нити један наступ до краја календарске године, па је споразум о уступању превремено прекинут.

#### Позајмица Андерлехту
Након неубедљивог периода током позајмице Фјорентини, Марин је отишао у Андерлехт до краја сезоне, уз могућност откупа уговора по завршетку сезоне. Пет дана по свом доласку у Белгију, Марин је дебитовао за Андерлехт у поразу од 2 : 0 од Стандарда из Лијежа, ушавши у игру уместо Максима Колина у 75. минуту игре. Марин је био у стартној постави у финалу Купа Белгије, док је у другом полувремену замењен после повреде потколенице. Андерлехт је изгубио коначним резултатом 2 : 1. Након повреде коју је доживео, што га је удаљило од терена на неколико седмица, Андерлехт је одлучио да не откупи Маринов уговор.

#### Позајмица Трабзонспору
Марко Марин је Трабзонспору приступио на једногодишњу позајмицу из Челсија крајем августа 2015. Дебитовао је у трећем колу Суперлиге Турске, када је ушао у игру ушао у другом полувремену сусрета са Акхисар Беледијеспором. Одмах затим, у следећем колу, Марин је уписао асистенцију Оскару Кардосу за једини погодак и минималну победу над Кајсериспором. Свој први погодак постигао је 26. септембра, у поразу од 3 : 1 од екипе Османлиспора, а до краја сезоне погодио је још и на другој утакмици против Кајсериспора.
У интервјуу који је дао немачком Кикеру, Марин се захвалио Челсију за бригу о његовој каријери, али и изразио сумњу да ће остварити значајан траг у том клубу.

### Олимпијакос
У августу 2016. је потписао трогодишњи уговор са Олимпијакосом. Износ обештећења које је тај клуб платио Челсију процењен је на три милиона евра. Дебитовао је у трећем колу такмичарске 2016/17. у Суперлиги Грчке, када је забележио две асистенције у победи од 6 : 1 над саставом Верије. До краја календарске године, Марин је углавном наступао у Лиги Европе и куп такмичењу, док га је у шампионату Грчке тренер Пауло Бенто у састав уврстио још само у 7. колу, када је такође уписао асистенцију у победи од 2 : 0 на гостовању Паниониосу. У стартну поставу се вратио почетком наредне године, када је постигао одлучујући погодан за победу од 2 : 1 у завршници сусрета са Астерасом из Триполија. До краја сезоне је постигао још три поготка, а са клубом је по њеном окончању освојио титулу првака државе у фудбалу.
На отварању нове такмичарске сезоне, Марин се нашао у стартној постави своје екипе на првој утакмици трећег кола квалификација за Лигу шампиона, против Партизана у Београду. Он је на том сусрету асистирао саиграчу Бену, за последњи од три поготка своје екипе у победи од 3 : 1. На последњем сусрету квалификационог циклуса, Марин је био стрелац јединог поготка на Стадиону Рујевица, за минималну победу над Ријеком и пролаз у групну фазу Лиге шампиона. Свој први гол у шампионату Грчке постигао је у поразу од атинског Аека, 24. септембра 2017. У периоду с краја 2017. на почетак 2018, Марин је био стрелац неколико погодака, те је тако голом који је постигао на православни Божић, против Ларисе, допринео низу од седам узастопних победа свог тима у првенству. Погодио је и у следећем колу, против Ламије, док је на крају сезоне његова екипа завршила на трећем месту на табели, иза Аека и Паока. Марин је за Олимпијакос одиграо укупно 59 утакмица и забележио 12 голова уз 10 асистенција. Лета 2018. није био део такмичарске екипе, па је нешто касније и напустио клуб.

### Црвена звезда

#### Сезона 2018/19: најбољи фудбалер Суперлиге
Након пласмана у групну фазу Лиге шампиона, Марин је последњег дана августа 2018. године потписао двогодишњи уговор са Црвеном звездом. Вредност трансфера процењена је на 700 хиљада евра. Свој дебитантски наступ за београдски клуб, Марин је уписао у 8. колу Суперлиге Србије за такмичарску 2018/19, против сурдуличког Радника. Он је тада одиграо читав сусрет у победи свог тима резултатом 6 : 0, постигавши један погодак, уз две асистенције подељене саиграчима. Три дана касније, Марин је био и у стартној постави екипе против Наполија, у првом колу Лиге шампиона, а пред крај сусрета који је завршен без погодака на терену га је заменио Вељко Симић. Одмах затим, Марин је асистирао Ричмонду Боаћију за погодак Црвене звезде на 158. Вечитом дербију, завршеном резултатом 1 : 1. Марин је био стрелац и у другом колу Лиге шампиона, против Париз Сен Жермена на Парку принчева, када је искористио додавање Лоренца Ебисилија. Свој други погодак у Суперлиги Србије, а трећи у дресу Црвене звезде, Марин је постигао 7. октобра, против састава Земуна. Током новембра исте године, Марин је био асистент код оба поготка Милана Павкова у победи над Ливерпулом на Стадиону Рајко Митић, као и Бену у поразу од 3 : 1 на гостовању Наполију на Стадиону Сан Паоло у претпоследњем колу групне фазе Лиге шампиона за такмичарску 2018/19. Исто тако, први од четири поготка Црвене звезде у осмина финала Купа Србије, против ТСЦ Бачке Тополе, Вељко Симић је постигао након упућене лопте Марка Марина.
На отварању пролећног дела сезоне у Суперлиги Србије, Марин је био двоструки асистент у победи од 4 : 0 над новосадском Војводином, док је почетком марта 2019. погађао на две узастопне утакмице, против лучанске Младости у 25. и Земуна у 26. колу српског шампионата. На свој 30. рођендан, Марин је продужио уговор са клубом до 2021. године.
Током априла 2019. године, Марин је постигао по један погодак против новосадског Пролетера и Чукаричког, уз асистенције против ОФК Бачке из Бачке Паланке, односно лучанске Младости на првој утакмици полуфинала Купа Србије. Такође, у првом колу доигравања за титулу, Марин је изнудио једанаестерац против нишког Радничког, који је реализовао Ел Фарду Бен. На трећем Вечитом дербију у сезони, Црвена звезда је остварила победу резултатом 2 : 1, док је Марин пред крај сусрета своје место на терену уступио Вујадину Савићу. Првог дана маја исте године, Марин је асистирао за један од пет погодака своје екипе у победи над Војводином на Стадиону Карађорђе. Са Црвеном звездом освојио је шампионску титулу Суперлиге Србије, док је крајем сезоне проглашен за најбољег појединца тог такмичења.

#### Сезона 2019/20: капитен
По завршетку професионалне играчке каријере дотадашњег капитена клуба, Ненада Милијаша, Марин је у јуну 2019. именован за новог капитена, а у економату клуба је пред почетак сезоне, уместо дотадашње 17-ице, задужио дрес са бројем 10, који је Милијаш претходно носио. На почетку нове такмичарске године, Марин се нашао у стартној постави своје екипе против Судуве из Маријамполеа. Први сусрет завршен је без погодака, док је у реваншу Марин био стрелац једног од два поготка свог тима за победу од 2 : 1 и пролаз у следеће коло квалификација за Лигу шампиона. Неколико дана касније, Марин је асистирао Бранку Јовичићу за први погодак Црвене звезде на отварању Суперлиге Србије за сезону 2019/20, против ивањичког Јавора. Следеће коло домаћег шампионата, против нишког Радничког, одиграно између две квалификационе утакмице другог кола, Марин је пропустио због упале мишића, али је на оба сусрета са финским представником Хелсинкијем, одиграо по 90 минута. Он је за Црвену звезду постигао једини погодак на гостујућем терену, у поразу од 2 : 1, што је уз претходну победу од 2 : 0, обезбедило пласман у следећу фазу такмичења. Марин је, такође, по једном асистирао и против Копенхагена и против Јанг бојса, оба пута на гостујућим сусретима, а са тимом је успео да избори други узастопни пласман у групну фазу Лиге шампиона.
На одложеној утакмици трећег кола Суперлиге Србије, Марин је био асистент код поготка Милоша Дегенека, против екипе Вождовца на крову Тржног центра. Одмах затим, првог дана октобра исте године, Марин се остварио као двоструки асистент у победи од 3 : 1 против свог бившег клуба, Олимпијакоса, у другом колу Лиге шампиона. До краја месеца, Марин је био стрелац једног поготка за минималну победу над Напретком у Крушевцу из слободног ударца, односно на наредној утакмици, одиграној након репрезентативне паузе, када је реализовао једанаестерац против Рада. Такође, асистирао је Томанеу за први од три поготка свог клуба против ТСЦ Бачке Тополе. На сусрету осмина финала Купа Србије, против шабачке Мачве, Марин је по први пут на терен ушао са клупе, заменивши Вељка Николића након једног часа игре.
 Након шест примљених погодака од минхенског Бајерна и без постигнутог гола на том сусрету, што је представљало најтежи пораз у историји континенталних утакмица Црвене звезде, Марин је, заједно са саиграчима, Милошем Дегенеком, Миланом Борјаном и Марком Гобељићем, упутио извињење навијачима и позвао их на наредни такмичарски сусрет.
Против екипе Вождовца, на утакмици одиграној последњег дана новембра, Марин је постигао први од два поготка свог тима, а у завршници сусрета га је заменио Вељко Симић. Према оцени извештача Вечерњих новости, Марин је био најбољи појединац на терену. У следећем колу, Марин је асистирао Бену за једини погодак и минималну победу на гостовању Младости у Лучанима. Одмах затим, Марин је на био двоструки асистент у победи од 3 : 1 над екипом суботичког Спартака, код голова Жандера и Томанеа. Због таквог учинка, Новости су га поново изабрале за најбољег на сусрету. На последњој утакмици групне фазе Лиге шампиона, Марин је изнудио једанаестерац за свој тим, који Томане није искористио. Црвена звезда је поражена минималним резултатом од домаћег Олимпијакоса и елиминисана из даљег такмичења као последњепласирана од четири тима. На затварању јесењег дела сезоне, Марин је током одложеног сусрета са Чукаричким претрпео повреду крајем првог полувремена, те га је у наставку утакмице на терену заменио Алекса Вукановић. Током јесењег дела сезоне 2019/20, Марин је за Црвену звезду одиграо укупно 27 утакмица, постигао 4 поготка и уписао 11 асистенција у свим такмичењима. Поводом Дана Републике Српске, 9. јануара 2020, Марин је, заједно са Савом Милошевићем, одликован Медаљом заслуга за народ.

### Саудијска Арабија, Мађарска и крај каријере
Дана 5. јануара 2020. године, Марко Марин је прешао у екипу Ал Ахлија из Џеде. Вредност трансфера процењена је на 2,5 милиона америчких долара. Према писању медија, Ал Ахли се обавезао да Црвеној звезди одмах исплати 700 хиљада у тој валути, док је од преосталог износа 30 процената припало Олимпијакосу. Уз уговор до лета 2022. године, Марин је договорио примања од 2 милиона долара по сезони. Дебитовао је у 14. колу Прве лиге Саудијске Арабије, забележивши асистенцију у победи од 3 : 1 над екипом Абхе. Неколико дана касније, против Ал Вехде у Купу, Марин је постигао победоносни погодак за свој тим убрзо по уласку у игру средином другог полувремена. У осмини финала АФК Лиге шампиона, против екипе Ал Шорта, Марин је постигао једини погодак за минималну победу Ал Ахлија и пролаз у следећу фазу такмичења. У наредној сезони, Марин је током новембра 2020. уписао по гол и асистенцију та свој клуб. Након ремија с Ал Шабабом, у ком је постигао изједначујући погодак за 2 : 2, на тексту на порталу sport360 уврштен је у тим недеље. На следећој утакмици је био асистент код водећег поготка против Ал Фејсалија.
Марин је у фебруару 2021. прешао у Ал Раед из Ал Ахлија, на шестомесечну позајмицу до краја сезоне 2020/21. До краја сезоне уписао је три асистенције у дресу то клуба. По истеку позајмице поново је постао фудбалер Ал Ахлија. Клуб је тужио органима ФИФА због неисплаћених зарада и нагомиланог дуга према њему.
У септембру 2021. године представљен је као нови фудбалер Ференцвароша. Рачунајући период током позајмице у Фјорентини за коју није наступио у Серији А и Купу Италије, то је био његов ангажман у десетој различитој држави. Током сезоне 2021/22. постигао је два поготка уз асистенцију на 17 одиграних утамица у Првој лиги Мађарске, а уз то је наступио на два сусрета у Купу Мађарске. У марту 2022. је најавио повлачење и прекид активног играња фудбала по завршетку сезоне. Каријеру је окончао освајањем дупле круне.

## Репрезентација
Прошавши све млађе селекције Немачке, Марин је као осамнаестогодишњак дебитовао за младу репрезентацију те државе. Почетком 2007, Марин је увршен у састав европске репрезентације сачињене од најперспективнијих младих играча, члановима клубова који наступају под окриљем Уефе, за сусрет са вршњацима са афричког континента у оквиру Меридијан купа. То такмичење основано је 1997, а одржавано је на сваке две године, док је деценију касније укинуто.
Све до краја 2008. имао је двојно држављанство, па је могао да изабере између Босне и Херцеговине и Немачке. Пошто је, претходно, исте године добио позив Јоахима Лева у сениорски састав Немачке, Марин се нешто касније одрекао држављанства Босне и Херцеговине. Марин се по први пут нашао на проширеном списку репрезентације Немачке, за Европско првенство 2008. године, на ком је било укупно 26 имена. Дебитовао је 27. маја те године, ушавши у игру на полувремену пријатељског сусрета са Белорусијом, уместо Бастијана Швајнштајгера. Након скраћивања списка изостављен са списка путника на завршни турнир, који је одржан у Аустрији и Швајцарској. Марин је у августу исте године био стрелац у победи од 2 : 0 на пријатељском сусрету са екипом Белгије. Са младом репрезентацијом Немачке, Марин је освојио Европско првенство 2009. године у Шведској. Јоахим Лев је Марина уврстио међу путнике на Светско првенство у фудбалу 2010. На првој утакмици Групе Д, против Аустралије, Марин је у игру ушао при коначном резултату 4 : 0 за свој тим, уместо Лукаса Подолског у 81. минуту. На наредном сусрету, на ком је Немачка поражена минималним резултатом од репрезентације Србије, Марин је добио прилику у последњих 20 минута игре. До краја такмичења више није наступао, а са екипом је освојио треће место и бронзану медаљу.
Марко Марин је, такође, изразио жељу да наступи и за репрезентацију Републике Српске, уколико та селекција добије дозволу Фифе за одигравање пријатељских утакмица са другим репрезентацијама, по узору на екипе Каталоније и Баскије.

## Начин игре

### Професионални развој
Током свог фудбалског развоја, Марин се често наметао као водећи играч у екипама за које је наступао, па је тако, након прве сениорске сезоне проведене са резервистима Борусије из Менхенгладбаха, добио прилику у првом тиму тог клуба као осамнаестогодишњак. У постави се усталио током сезоне 2007/08. у Другој Бундеслиги Немачке, те је са 13 асистенција и 4 гола допринео освајању тог такмичења. Идентичан учинак поновио је и наредне сезоне у Првој Бундеслиги, док је свој први хет-трик постигао у Купу Немачке, када је његов тим остварио победу резултатом 8 : 1 над Фихтеом из Билефелда, 9. августа 2008. Он је тада први погодак постигао из директног слободног ударца, други главом, из игре, док је учинак комплетирао реализацијом једанаестерца, који је сам претходно изнудио. Марин је, након свог првог наступа за репрезентацију Немачке, постао најмлађи дебитант у дресу државне селекције, који је изабран из редова Борусије из Менхенгладбаха, оборивши тако дотадашњи рекорд Лотара Матеуса. Марин се афирмисао као офанзивно оријентисани везни играч, најчешће играјући по левој страни, уз придодавање нападу. У интервјуу за Глас Српске, који је дао 2009. године, Марин је рекао да су савети оца Ранка, који је играо на позицији бека, значајни због тога што му такви играчи представљају директне противнике на терену.
Преласком у Вердера из Бремена, Марин је постао један од носилаца игре тог тима, уз Арона Хунта и Месута Озила, па је током своје прве сезоне у клубу одиграо укупно 50 такмичарских утакмица и остварио учинак од 7 погодака и 18 асистенција. Међутим, након Озиловог одласка у Реал из Мадрида, лета 2010, примећен је пад утицаја у игри Марка Марина. Пре него што је, лета 2012. прешао у Челси, Марин је за Вердер одиграо укупно 87 бундеслигашких утакмица. У тексту Кита Холдена за Индипендент, Маринов квалитет и стварна потреба за његовим ангажманом доведени су у питање, уз напомену да је играч на 31 утакмици за протеклу такмичарску годину Вердера, директно учествовао у постизању тек 6 од укупних 47 погодака те екипе.
Услед повреда и нестандардних игара у дресу Плаваца из Лондона, Марин је први старт у Премијер лиги уписао тек шест месеци по доласку у клуб. Челси је том приликом поражен у локалном дербију, од Квинс Парк рејнџерса, минималним резултатом, док је Марин одиграо сат времена, уз јавну опомену због грубог прекршаја на почетку сусрета. Френк Фостер, дописник Дејли мејла, оценио је да је партија тада двадесеттрогодишњег Марина била испод очекивања, уз констатацију да је због оштрог старта могао да буде искључен. Поред честих повреда, закључено је да је Марин у другом плану код тренера Рафе Бенитеза, који је предност најчешће давао Едану Азару, Оскару и Виктору Мозесу.
Марин је после сезоне у којој је скупио 16 наступа у свим такмичењима, најчешће као резервиста, уз један постигнути погодак, прихватио да оде на позајмицу. Како ни у једном од клубова у којима је био на уступању није успевао да се наметне због честих повреда, Марин је остао под уговором са Челсијем све до лета 2016. У тексту објављеном на порталу Моцартспорт, почетком 2015, оцењено је да је фудбалеру ког су на почетку каријере упоређивали са Лионелом Месијем, због честих промена средине, форма значајно ослабљена. Марин је, неколико година касније, истакао да је на повратак његовог самопоуздања и поновних запажених партија битан утицај имала сарадња са Бесником Хасијем, који га је тренирао у Андерлехту и Олимпијакосу.
Током своје каријере, Марин је најчешће бирао дрес са бројем 10, сматрајући да су тај број носили многи утицајни фудбалери, а као свог узора означио је Дејана Савићевића, освајача Купа европских шампиона 1991. године, са екипом Црвене звезде. Због висине од 170 центиметара и умећа са лоптом у ногама, Марина су током каријере звали Чаробни патуљак и Магични Марин (енгл. Magic Marin).

### Каснији наступи
Лета 2018, након пласмана у групну фазу Лиге шампиона, Марин је последњег дана августа 2018. године потписао двогодишњи уговор са Црвеном звездом. Спортској јавности у Србији престављен је као замена за Немању Радоњића, левокрилног нападача, који је претходно остварио трансфер у Олимпик из Марсеља. Тренер Владан Милојевић му је, касније, током сезоне 2018/19. најчешће додељивао улогу организатора игре, па је Марин углавном деловао или као предњи везни играч, или као леви везни фудбалер, са тенденцијом уласка у средишњи део терена.
| После пет кола групне фазе Лиге шампиона за такмичарску 2018/19, Марин је имао најбољи учинак од свих немачких фудбалера, са једним поготком и три асистенције, од чега су две биле код погодака Милана Павкова за победу од 2 : 0 над Ливерпулом, 6. новембра 2018. Марин је тако био директно укључен у четири од укупно пет голова свог клуба у том такмичењу, те једино није учествовао код поготка Марка Гобељића, против Париз Сен Жермена у последњем колу. Доласком Мирка Иванића у клуб, почетком 2019, Милојевић је често истовремено користио обојицу играча на терену уз Бена десно, те је у тим ситуацијама екипа наступала без изразитих крилних фудбалера, уз стварање вишка у организацији акција. Маринов утицај на игру Црвене звезде допринео је његовом проглашењу за најбољег фудбалера Суперлиге Србије за сезону 2018/19, док је годину дана после доласка у клуб изабран за капитена. Тако се, након неколико година по његовом одласку из Бундеслиге, у немачким медијима поново писало о Мариновим играма и фудбалском умећу. Након другог узастопног пласмана Црвене звезде у групну фазу Лиге шампиона, Вечерње новости су објавиле сазнање о могућем проглашењу Марка Марина за седму Звездину звезду. Марко Марин је веома битан играч за Црвену звезду и неко ко је брзо освојио срца свих навијача. Са пуним правом и разлогом продужио је уговор на задовољство и клуба и навијача. Марин је у ових шест месеци показао да се ради о изванредном играчу. Могу слободно да кажем да доста дуго у Црвену звезду није дошао играч његових квалитета. Срећан сам што ћемо га још дуго гледати на Маракани. —Митар Мркела, спортски директор Црвене звезде, приликом потписивања новог уговора са Марином, март 2019. | Борјан Савић Дегенек Стојковић Родић Јованчић Крстичић Марин Бен Срнић Павков Стартних 11 против Ливерпула, 6. новембра 2018. |

Како му је додељена улога извођача прекида, Марин је у Црвеној звезди неретко био асистент након удараца из угла. Такође, Марин је постигао погодак из слободног ударца, у судијској надокнади времена, за минималну победу на утакмици против Напретка у Крушевцу, у 11. колу Суперлиге Србије за такмичарску 2019/20, док је на следећој првенственој утакмици, против Рада, успешно извео једанаестерац. Према статистици Уефе, Марин је након победе Црвене звезде, над његовим бившим клубом, Олимпијакосом, био фудбалер са највише успешних центаршутева од свих играча у групној фази Лиге шампиона. Током утакмице трећег кола Лиге шампиона, против Тотенхема у Лондону, Марин се неретко враћао између двојице централних везних играча, Хосеа Алберта Кањаса и Милоша Вулића, како би покретао нападе свог тима. После Маринове директне грешке и изгубљене лопте на средини терена, домаћи тим је организовао полу-контру пред крај првог полувремена, из које је постигао свој трећи од укупно пет погодака. Након пораза и у другом сусрету против истог противника, као и против минхенског Бајерна на Стадиону Рајко Митић, новинар портала Моцартспорт, Александар Глигорић, у свом тексту је закључио да се доласком Марина у клуб игра Црвене звезде променила. Приметио је да је тим Владана Милојевића своје добре игре и остварене резултате утемељио на колективном доприносу читавог састава, док је са Марином у тиму највећи део одговорности усмерен на његове индивидуалне квалитете, те да исти нема праву подршку саиграча у организацији игре.
Након те утакмице, Милојевић је у поставу вратио Мирка Иванића, ког је упарио са Марином на позицијама предњих везних играча, уз једног играча са повученијом улогом, иза њих. Тако је на утакмицама против Вождовца, лучанске Младости и Спартака из Суботице остварио учинак од једног гола и три асистенције. Милојевић је, током сарадње са играчем у Црвеној звезди, Марину додељивао различите улоге на терену, у зависности од формације. Он је тако играо крилног нападача у формацији 4-3-3, те нешто повученије, као бочни везни, полутка или креатор игре у варијантама облика 4-2-3-1, 4-3-2-1, 4-1-4-1, те 4-4-2 и 4-1-3-2, уколико су на терену била два класична нападача. Такође, Милојевић је на неким утакмицама примењивао тактику са три штопера, уз два офанзивна спољна играча. Тада је Марин најчешће играо на месту полушпица. Према анализи игре Луке Јевтовића за Радио-телевизију Србије, Марин је на последњој утакмици групне фазе, против свог бившег клуба, Олимпијакоса, играо одвојено од блока свог тима. Црвена звезда је тако номинално играла у облику 4-4-1-1, где је Марин имао задатак да стриктно маркира једног везног играча противничког састава.

Не могу да верујем да капитен екипе, играч Маринових квалитета, није био спреман да изведе тај шок ударац за противника, јер да смо дали пенал уверен сам да бисмо ми били ти који бисмо се на крају радовали.

—Станислав Караси, децембар 2019.
На истој утакмици је Марин, након полу-контре коју је покренуо Марко Гобељић, изнудио прекршај и једанаестерац за свој тим, који Томане није реализовао. Тренер Владан Милојевић је након утакмице изјавио да Марин није био спреман да преузме одговорност и да је пенал из тог разлога извео други играч. Марин је претходно, током сезоне, реализовао један казнени ударац, док их Томане у дресу Црвене звезде од доласка у клуб није изводио. Бивши нападач Црвене звезде и члан скупштине клуба, Станислав Караси, оценио је да је Марин морао да изведе једанаестерац и да му није јасно како играч таквих квалитета није био спреман у том тренутку.
У анализи Спортског журнала, крајем 2019. године, Марин је означен као једна од ретких изворних десетки у Суперлиги Србије, те да су клубови тај број неретко додељивали и резервистима, млађим играчима, или фудбалерима који наступају на другим позицијама.

## Након играчке каријере
Пошто је неколико месеци пре завршетка каријере Марин објавио такву одлуку, најављен је његов поновни ангажман у Црвеној звезди. Маринов ангажман на месту шефа скаутинг службе београдског клуба озваничен је у јуну 2022. године. Недуго затим, за његове сараднике постављени су Никола Лепосавић, Борис Савић и Марко Љубоја. Марин је у новогодишњем интервјуу рекао да је током играчке каријере уписао студије спортског менаџмента. У априлу 2023. Марин је именован на место техничког директора Црвене звезде.

## Статистика

### Клупска
Ажурирано 6. јануара 2024.
| Клуб                      | Сезона   | Лига                            | Лига | Лига | Национални куп | Национални куп | Лига куп | Лига куп | Континентално | Континентално | Остало | Остало | Укупно | Укупно |
| Клуб                      | Сезона   | Дивизија                        |      | Гол  |                | Гол            |          | Гол      |               | Гол           |        | Гол    |        | Гол    |
| ------------------------- | -------- | ------------------------------- | ---- | ---- | -------------- | -------------- | -------- | -------- | ------------- | ------------- | ------ | ------ | ------ | ------ |
|                           |          |                                 |      |      |                |                |          |          |               |               |        |        |        |        |
| Борусија Менхенгладбах II | 2006/07. | Регионална лига Немачке — Север | 16   | 3    | —              | —              | —        | —        | —             | —             | —      | —      | 16     | 3      |
|                           |          |                                 |      |      |                |                |          |          |               |               |        |        |        |        |
| Борусија Менхенгладбах    | 2006/07. | Бундеслига Немачке              | 4    | 0    | 0              | 0              | —        | —        | —             | —             | —      | —      | 4      | 0      |
| Борусија Менхенгладбах    | 2007/08. | Друга Бундеслига Немачке        | 31   | 4    | 2              | 3              | —        | —        | —             | —             | —      | —      | 33     | 7      |
| Борусија Менхенгладбах    | 2008/09. | Бундеслига Немачке              | 33   | 4    | 2              | 1              | —        | —        | —             | —             | —      | —      | 35     | 5      |
| Борусија Менхенгладбах    | Укупно   | Укупно                          | 68   | 8    | 4              | 4              | —        | —        | —             | —             | —      | —      | 72     | 12     |
|                           |          |                                 |      |      |                |                |          |          |               |               |        |        |        |        |
| Вердер Бремен             | 2009/10. | Бундеслига Немачке              | 32   | 4    | 6              | 1              | —        | —        | 12            | 2             | —      | —      | 50     | 7      |
| Вердер Бремен             | 2010/11. | Бундеслига Немачке              | 34   | 3    | 2              | 1              | —        | —        | 8             | 1             | —      | —      | 44     | 5      |
| Вердер Бремен             | 2011/12. | Бундеслига Немачке              | 21   | 1    | 1              | 0              | —        | —        | —             | —             | —      | —      | 22     | 1      |
| Вердер Бремен             | Укупно   | Укупно                          | 87   | 8    | 9              | 2              | —        | —        | 20            | 3             | —      | —      | 116    | 13     |
|                           |          |                                 |      |      |                |                |          |          |               |               |        |        |        |        |
| Челси                     | 2012/13. | Премијер лига                   | 6    | 1    | 3              | 0              | 3        | 0        | 3             | 0             | 1      | 0      | 16     | 1      |
| Челси                     | 2013/14. | Премијер лига                   | 0    | 0    | —              | —              | —        | —        | —             | —             | —      | —      | 0      | 0      |
| Челси                     | 2014/15. | Премијер лига                   | 0    | 0    | —              | —              | —        | —        | —             | —             | —      | —      | 0      | 0      |
| Челси                     | 2015/16. | Премијер лига                   | 0    | 0    | —              | —              | —        | —        | —             | —             | —      | —      | 0      | 0      |
| Челси                     | Укупно   | Укупно                          | 6    | 1    | 3              | 0              | 3        | 0        | 3             | 0             | 1      | 0      | 16     | 1      |
|                           |          |                                 |      |      |                |                |          |          |               |               |        |        |        |        |
| Севиља (позајмица)        | 2013/14. | Прва лига Шпаније               | 18   | 0    | 0              | 0              | —        | —        | 12            | 2             | —      | —      | 30     | 2      |
|                           |          |                                 |      |      |                |                |          |          |               |               |        |        |        |        |
| Фјорентина (позајмица)    | 2014/15. | Серија А                        | 0    | 0    | 0              | 0              | —        | —        | 4             | 2             | —      | —      | 4      | 2      |
|                           |          |                                 |      |      |                |                |          |          |               |               |        |        |        |        |
| Андерлехт (позајмица)     | 2014/15. | Прва лига Белгије               | 6    | 0    | 2              | 0              | —        | —        | 0             | 0             | —      | —      | 8      | 0      |
|                           |          |                                 |      |      |                |                |          |          |               |               |        |        |        |        |
| Трабзонспор (позајмица)   | 2015/16. | Суперлига Турске                | 24   | 2    | 5              | 0              | —        | —        | —             | —             | —      | —      | 29     | 2      |
|                           |          |                                 |      |      |                |                |          |          |               |               |        |        |        |        |
| Олимпијакос               | 2016/17. | Суперлига Грчке                 | 14   | 4    | 5              | 0              | —        | —        | 4             | 0             | —      | —      | 23     | 4      |
| Олимпијакос               | 2017/18. | Суперлига Грчке                 | 23   | 7    | 6              | 0              | —        | —        | 7             | 1             | —      | —      | 36     | 8      |
| Олимпијакос               | 2018/19. | Суперлига Грчке                 | —    | —    | —              | —              | —        | —        | —             | —             | —      | —      | 0      | 0      |
| Олимпијакос               | Укупно   | Укупно                          | 37   | 11   | 11             | 0              | —        | —        | 11            | 1             | —      | —      | 59     | 12     |
|                           |          |                                 |      |      |                |                |          |          |               |               |        |        |        |        |
| Црвена звезда             | 2018/19. | Суперлига Србије                | 22   | 6    | 4              | 0              | —        | —        | 5             | 1             | —      | —      | 31     | 7      |
| Црвена звезда             | 2019/20. | Суперлига Србије                | 12   | 3    | 1              | 0              | —        | —        | 14            | 1             | —      | —      | 27     | 4      |
| Црвена звезда             | Укупно   | Укупно                          | 34   | 9    | 5              | 0              | —        | —        | 19            | 2             | —      | —      | 58     | 11     |
|                           |          |                                 |      |      |                |                |          |          |               |               |        |        |        |        |
| Ал Ахли Џеда              | 2019/20. | Прва лига Саудијске Арабије     | 9    | 0    | 2              | 1              | —        | —        | 6             | 1             | —      | —      | 17     | 2      |
| Ал Ахли Џеда              | 2020/21. | Прва лига Саудијске Арабије     | 9    | 1    | 1              | 0              | —        | —        | —             | —             | —      | —      | 10     | 1      |
| Ал Ахли Џеда              | Укупно   | Укупно                          | 18   | 1    | 3              | 1              | —        | —        | 6             | 1             | —      | —      | 27     | 3      |
|                           |          |                                 |      |      |                |                |          |          |               |               |        |        |        |        |
| Ал Раед (позајмица)       | 2020/21. | Прва лига Саудијске Арабије     | 10   | 0    | —              | —              | —        | —        | —             | —             | —      | —      | 10     | 0      |
|                           |          |                                 |      |      |                |                |          |          |               |               |        |        |        |        |
| Ференцварош               | 2021/22. | Прва лига Мађарске              | 17   | 2    | 2              | 0              | —        | —        | —             | —             | —      | —      | 19     | 2      |
|                           |          |                                 |      |      |                |                |          |          |               |               |        |        |        |        |
| Каријера                  | Каријера | Каријера                        | 341  | 45   | 44             | 7              | 3        | 0        | 75            | 11            | 1      | 0      | 464    | 63     |
|                           |          |                                 |      |      |                |                |          |          |               |               |        |        |        |        |

| Немачка | Немачка | Немачка |
| Године  | Наступа | Голова  |
| ------- | ------- | ------- |
| 2008.   | 4       | 1       |
| 2009.   | 3       | 0       |
| 2010.   | 9       | 0       |
| Укупно  | 16      | 0       |

| #  | Датум            | Место             | Противник | Гол   | Резултат | Такмичење            |
| -- | ---------------- | ----------------- | --------- | ----- | -------- | -------------------- |
| 1. | 20. август 2008. | Нирнберг, Немачка | Белгија   | 2 : 0 | 2 : 0    | Пријатељска утакмица |

## Трофеји и награде
| - Медаља Фриц Валтер за играче до 17 година старости : 2006. - Медаља Фриц Валтер за играче до 18 година старости : 2007. - Најбољи фудбалер Суперлиге Србије: 2018/19. - Тим сезоне Суперлиге Србије : 2018/19. - Медаља заслуга за народ Републике Српске: 2020. | Борусија Менхенгладбах - Друга Бундеслига Немачке : 2007/08. Челси - Лига Европе : 2012/13. Севиља - Лига Европе : 2013/14. Олимпијакос - Првенство Грчке : 2016/17. Црвена звезда - Суперлига Србије : 2018/19. Ференцварош - Прва лига Мађарске : 2021/22. - Куп Мађарске : 2021/22. - Европско првенство у фудбалу до 21 године : 2009. - Светско првенство : треће место 2010. |